# Little Germany
 (octobre 2017).
Si vous disposez d'ouvrages ou d'articles de référence ou si vous connaissez des sites web de qualité traitant du thème abordé ici, merci de compléter l'article en donnant les références utiles à sa vérifiabilité et en les liant à la section « Notes et références ».

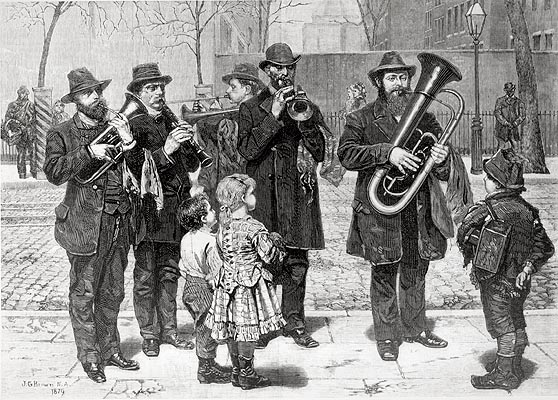
Un groupe de musique allemand à New York, autour de 1876.

Little Germany (Petite Allemagne en anglais, aussi appelé Kleindeutschland en allemand) était un quartier allemand autour de Tompkins Square, délimité par les avenues A et B ainsi que la 7e et la 10e rue, dans le Lower East Side de l'arrondissement de Manhattan, à New York. Le quartier a subitement disparu en moins d'un an en 1904, à la suite de la catastrophe du vapeur General Slocum, qui en brisa l'organisation sociale.

## Croissance

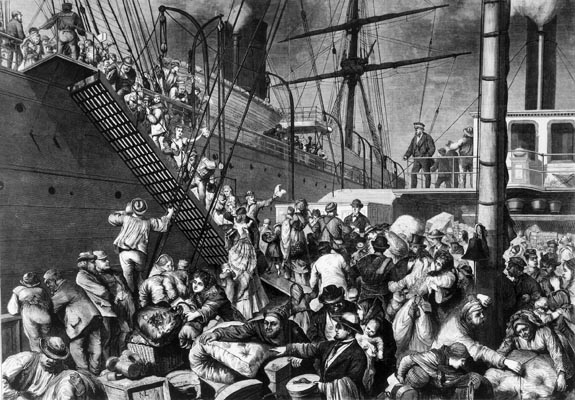
Allemands embarquant dans un navire à Hambourg pour New York en 1876.

Le flux constant d'immigrants entrant aux États-Unis à la fin du XIXe siècle et au début du XXe via Ellis Island a fourni un apport constant de population à Little Germany. Pendant les années 1850, 800 000 Allemands entrèrent en Amérique par New York. Les immigrants allemands se distinguaient des autres par le fait qu'ils étaient généralement éduqués et avaient des qualifications professionnelles.
Ainsi, plus de la moitié des boulangers et des ébénistes étaient allemands ou d'origines allemandes, et de nombreux allemands travaillaient aussi dans le bâtiment. Les Allemands instruits jouèrent un rôle majeur dans la création des syndicats, et étaient aussi souvent politiquement actifs. Au début du XXe siècle, Little Germany avait une population d'environ 250 000 habitants. Le quartier était le centre culturel des activités allemandes à New York, puisque l'on y trouvait aussi bien des clubs de sport, des bibliothèques, des chœurs, des clubs de tir, des écoles allemandes que des églises, généralement luthériennes. L'avenue B était aussi surnommée « German Broadway », à cause des bars, boutiques et des théâtres communautaires qui la bordaient
Il s'agit à l'époque de la plus importante communauté de langue allemande à l'étranger, après Berlin et Vienne.

## Catastrophe duGeneral Slocum

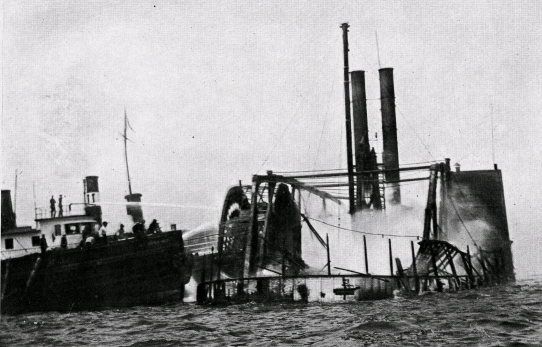
Pompiers essayant d'éteindre l'incendie du General Slocum.

Little Germany a été frappé par la catastrophe le 15 juin 1904. Les églises luthériennes évangéliques organisèrent leur 17e pique-nique annuel pour fêter la fin de l'année scolaire et affrétèrent un navire, le General Slocum, pour une croisière sur l'East River de New York à un emplacement de pique-nique sur Long Island. Plus de 1 300 passagers, pour plupart des femmes et des enfants, participèrent à l'évènement. Peu de temps après l'appareillage, le feu se déclara dans un compartiment de stockage à l'avant du navire.
Bien que le bateau fût équipé en bateaux et gilets de sauvetage, ceux-ci étaient hors d'usage. Ainsi les passagers ont trouvé les bateaux coincés et hors d'état de marche, tandis que les gilets étaient trop vieux et ne flottèrent pas. L'absence d'équipements de survie appropriés, conjugué au mauvais commandement du capitaine William Van Schaick entraina la mort de 1 024 personnes, par brûlure ou noyade. Bien que seulement 1 % de la population du quartier ait été victime du désastre, les morts appartenaient aux familles les plus établies, à la base sociale de la communauté de Little Germany, car le reste de la population, récemment immigré, n'avait pas suffisamment d'argent pour entreprendre ce genre de sortie.

## Fin de Little Germany
Finalement, Little Germany n'a pas survécu à ce désastre. Les écoles se retrouvèrent vidées de leurs enfants, les magasins sans propriétaires, et certains proches des victimes se suicidèrent. Le désir de trouver un coupable a mené à de violents débats à l'intérieur de la communauté, et les querelles de famille au sujet de la distribution de l'argent parmi les survivants ont profondément détérioré le climat à l'intérieur de Little Germany. Les familles ont quitté l'enclave et se sont dispersées dans le reste de la ville, les entreprises ont commencé à fermer : Little Germany avait cessé d'exister.
La Première Guerre mondiale accélère ce mouvement.
Le désastre du Général Slocum est la principale raison pour laquelle la ville de New York, où l'on trouve le plus grand nombre de quartiers ethniques au monde, tels que Chinatown ou Little Italy, n'a plus de quartier allemand.
À la suite du désastre, les Allemands résidant encore à New York allèrent principalement dans l'Upper East Side de Manhattan, à Yorkville.
Il reste quelques restes de Little Germany, comme au no 135 de la Deuxième Avenue, où le fronton du bâtiment en briques rouges indique : « Freie Bibliothek und Lesehalle » (Bibliothèque gratuite et salle de lecture). Au no 12 Saint Marks Place, on trouve au-dessus d'une entrée la mention « Einigkeit macht stark » (L'unité fait la force).

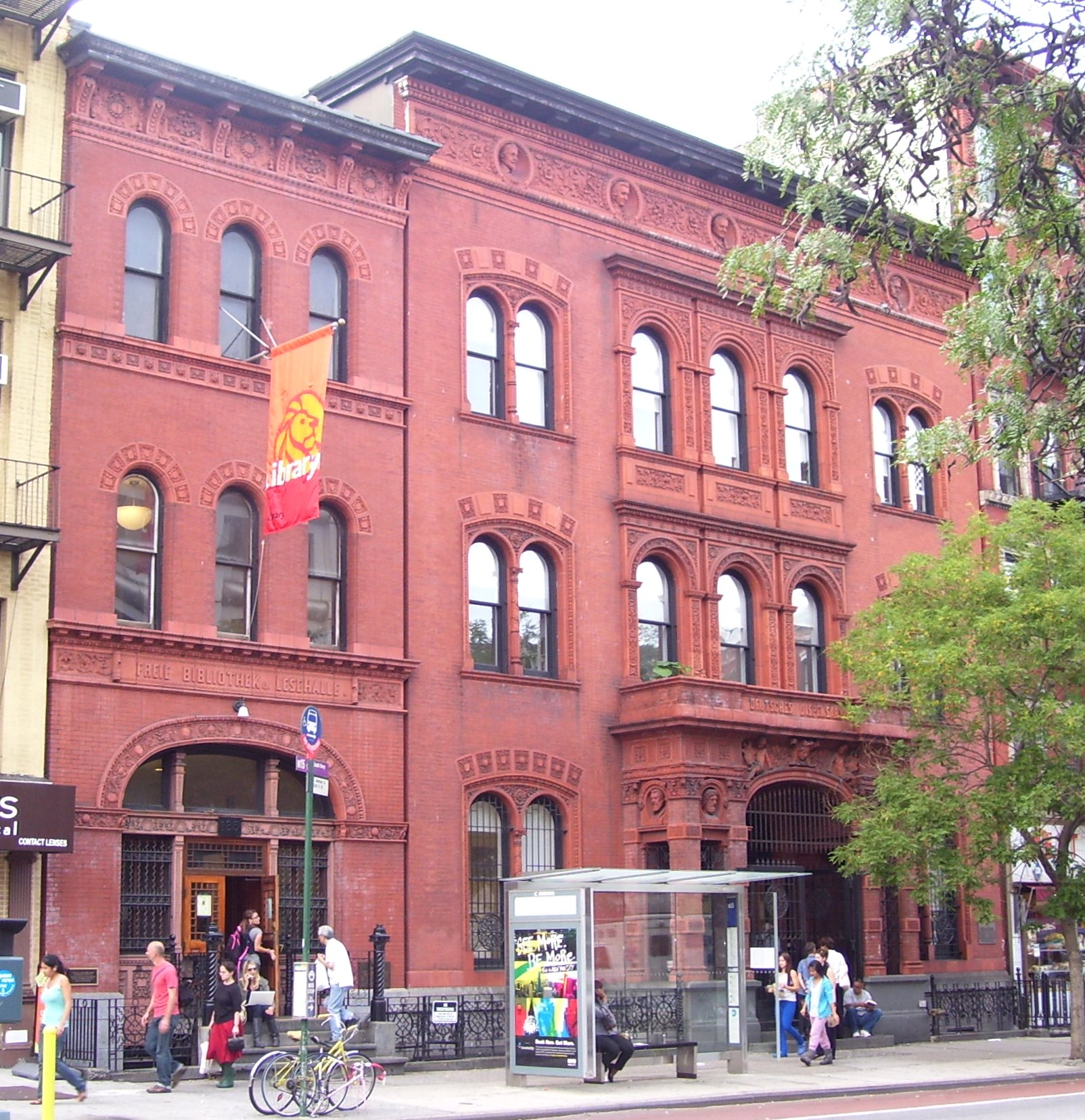
Ancienne Freie Bibliothek und Lesehalle.
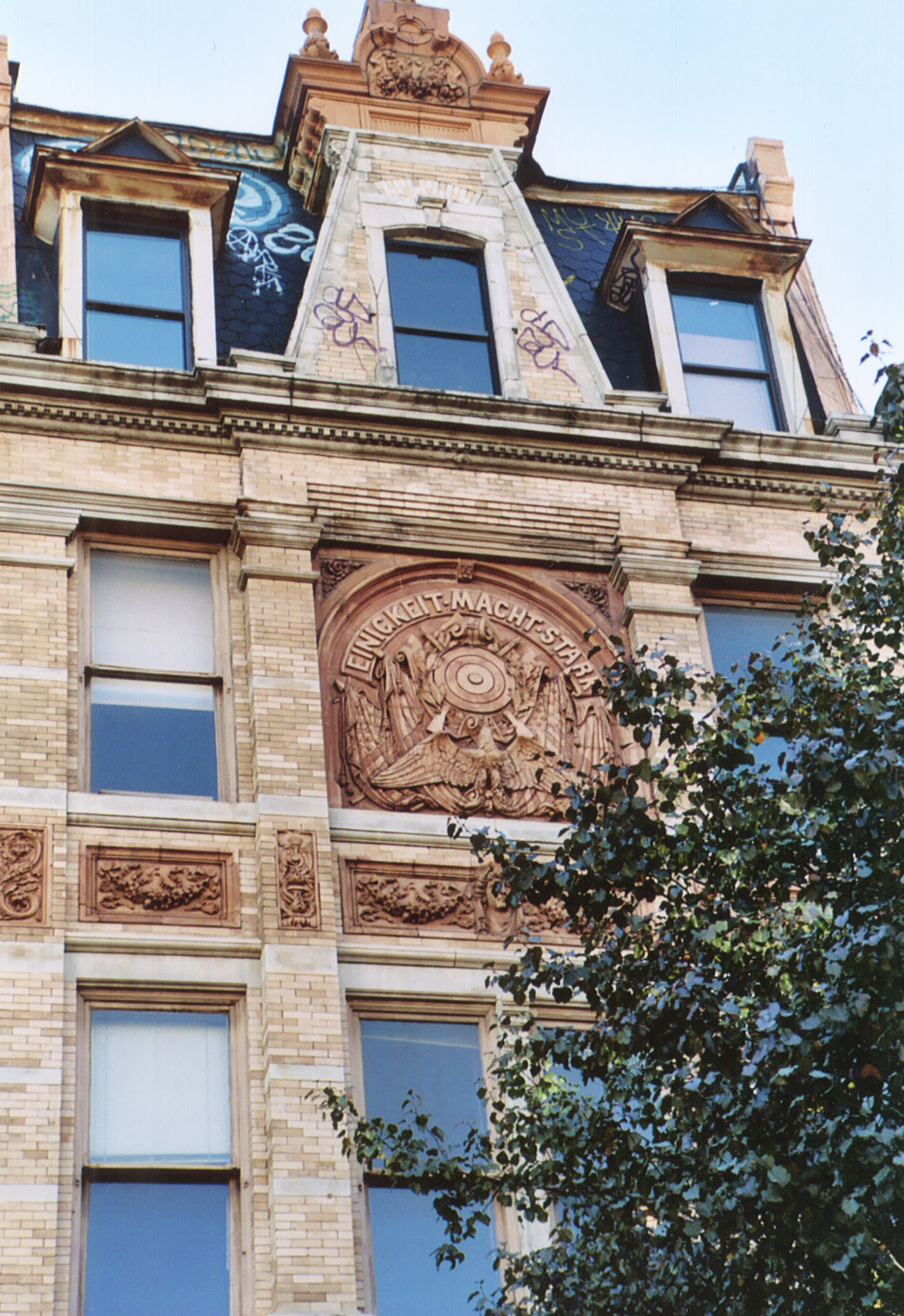
Ancienne association de tir germano-américaine avec l'inscription Einigkeit macht stark.
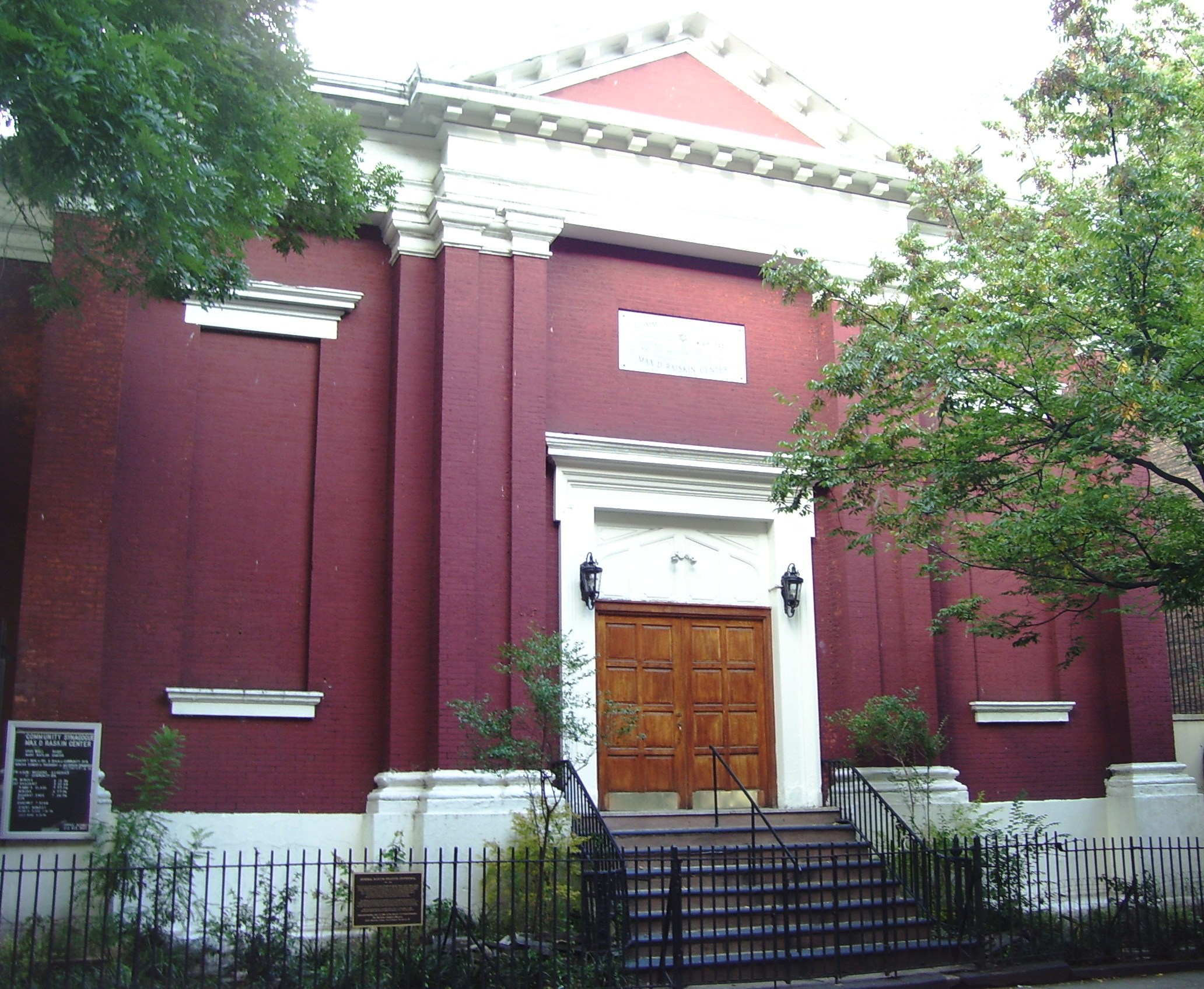
Ancienne St. Mark's Evangelical Lutheran Church, devenue une synagogue en 1940.